# Tuzi

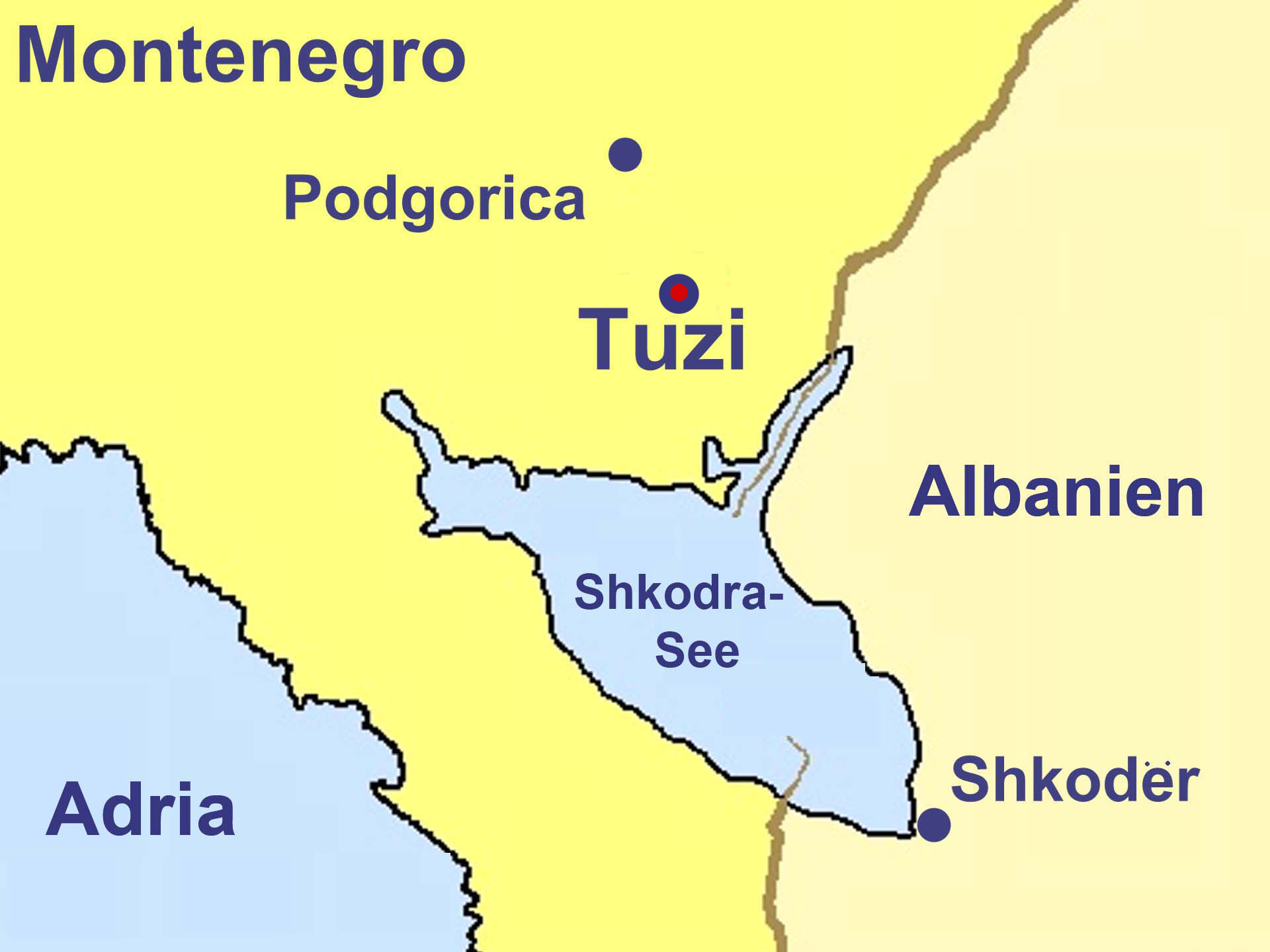
Tuzis läge nära gränsen till Albanien.

Tuzi (kyrilliska: Тузи) är ett samhälle i kommunen Tuzi i Montenegro och är belägen längs vägen mellan Podgorica och den albanska gränsen, bara några kilometer norr om Shkodrasjön. Folkmängden uppgick till 4 857 invånare vid folkräkningen 2011.
Tuzi hade 3 789 invånare (2003). Av dessa var nästan alla av albanskt ursprung. Tuzi är huvudorten för den albanska regionen Malësia i Montenegro. Idag har de flesta invånarna i Malësia flyttat från sina katunds (byar) till Tuzi för att få bättre levnadsstandard och högre utbildning för barnen.
Albaner i Tuzi har genomfört flera initiativ för att skapa Tuzi som en egen separat kommun istället för att vara en del av kommunen Podgorica i Montenegro. Tuzi med omnejed blev en kommun 2022. 